# Histoire populaire
L’histoire populaire est une histoire « du peuple pour le peuple ». Elle est histoire du peuple par une approche décentralisée dite d'« histoire d'en bas » qui se focalise sur le peuple et non sur les figures gouvernantes ou les plus haut placées de la société. Progressivement, cette histoire du peuple a élargi ses champs de recherche en étudiant de manière plus globale l’histoire des dominés. Enfin, elle est une histoire pour le peuple, du fait qu’elle se rend accessible dans son écriture à un public large et non pas uniquement universitaire. Vaste genre historiographique dont le terme est utilisé par opposition à l'écriture académique et traditionnelle de la discipline, l’histoire populaire danse sur la même piste que les études de subalternité avec laquelle elle peut se confondre lorsqu’elle se donne pour objectif de donner voix aux dominés et aux oubliés de l'histoire.

## Méthodologie
Cet objectif nécessite une approche méthodologique particulière avec pour principe central le décentrement du regard dans la pratique de l’écriture. Pour ce faire, l’histoire populaire privilégie l’étude des expériences individuelles des dominés. Ces expériences singulières, étudiées et comparées ensemble permettent d’obtenir une vision plus large tout en restant focalisé sur les protagonistes. Cela permet d’en apprendre d’avantage concernant le quotidien de ces derniers, leurs actions ainsi que leurs perceptions du monde dans lequel ils vivent et agissent,.
Les historiens et historiennes de l’histoire populaire se positionnent à contrecourant d’une histoire plus « classique » qui étudie les dominants et leurs institutions tout en négligeant, par la même occasion, l’histoire des dominés. Les chercheurs en histoire populaire souhaitent rétablir cette vision incomplète et biaisée de l’histoire en réhabilitant au sein de celle-ci l’histoire des sublaternes,. Il s’agit d’une approche historique qui veut non seulement déconstruire un récit historique au point de vue unique mais également être à l’écoute des préoccupations actuelles,,. Cette approche méthodologique possède de nombreux points communs avec la socio-histoire en ce qui concerne l’attention portée aux constructions sociales (telles que le genre, la « race » et la classe) qui façonnent les relations de pouvoir au sein des sociétés à travers le temps,.
L’accessibilité de ces travaux à un public non professionnel est également au coeur des préoccupations des historiens et historiennes de ce courant,,. Cette dimension implique certaines conséquences quant à l’écriture de cette histoire populaire, notamment en ce qui concerne l’adoption de la mise en récit de l’histoire,ainsi qu’au niveau du vocabulaire qui demande à l’historien et l’historienne une adaptation de celui-ci pour rendre le texte accessible aux non-spécialistes.

### Sources
L’histoire populaire se donne pour objectif d’étudier le passé des personnes dominées et de cette manière, rendre compte des capacités de ces dernières à agir au sein même de la société,. Un tel objectif nécessite un ajustement et surtout une diversification des sources en ne se cantonnant pas exclusivement aux sources écrites, mais bien en manipulant également d’autres types de sources, telles que les sources orales,. Les sources écrites ne peuvent être suffisantes pour l’histoire populaire. En effet, celles-ci sont rarement produites par les protagonistes eux-mêmes, et dépendent donc bien souvent d’un regard extérieur et dominant les concernant,. Les historiens et historiennes se tournent dès lors, également vers les sources orales,.
Ce type de source est souvent contesté pour son rapport à la mémoire personnelle et collective qui implique plusieurs problèmes de déformations conscientes et inconscientes des faits du passé. Ces sources nécessitent donc une grande prudence lors de leur utilisation : il faut les contextualiser, les croiser avec d’autres sources et rester particulièrement attentif aux perceptions et interprétations subjectives présentent au coeur de ces sources orales,.Toutefois, celles-ci, une fois critiquées et contextualisées représentent une grande richesse concernant l’histoire des dominés et la manière dont ceux-ci l’interprètent et se la remémorent,.

## Origine et évolution du courant
L’utilisation dans le monde francophone de l’appellation « histoire populaire de » remonte à la seconde moitié du XIXe siècle. Mais cette appellation n’a pas toujours eu le même sens dans l’historiographie lors des siècles suivants. Après un certain désintérêt au début du XXe siècle, cette dénomination a connu un regain de popularité dans les années 70-80 et ce, dans le monde entier. Ces dernières années, ce regain de popularité semble se réaffirmer avec la parution d’ouvrages utilisant cette étiquette d’histoire populaire.

### Le XIXesiècle et le début du XXe
Au XIXe siècle, l’histoire populaire se veut être une histoire pour le peuple et poursuit deux objectifs. D’abord, elle veut toucher le peuple de manière commerciale. Elle s’adresse au grand public en étant plus accessible dans son contenu et plus attrayante dans sa forme, notamment au moyen d’illustrations. Ensuite, elle adopte une posture réactionnaire et nationaliste avec pour objectif « d'inculquer à un peuple ignare un minimum de connaissances historiques centrées sur la nation et la religion ». Pour atteindre ces objectifs, l’histoire populaire se détache de l’histoire savante et de ses méthodes de recherche scientifique. Elle ne cherche pas à prouver les faits qu’elle avance, car son lectorat ne se questionne pas sur la véracité de ce qu’on lui propose. L’histoire populaire au XIXe siècle dans le monde francophone est donc une histoire profane, écrite par le peuple et pour le peuple dans un but commercial et nationaliste.
La première mention du terme "histoire par le bas" dans l'historiographie francophone se trouverait dans un article de Georges Lefebvre paru dans la revue des Annales historiques de la Révolution française en 1932,. Ce sont des historiens britanniques qui ont popularisé l'expression dans leurs travaux sur l'histoire sociale et culturelle. Le principal représentant du courant était Edward Palmer Thompson. E.P. Thompson est devenu le modèle d'une nouvelle façon d'écrire l'histoire. Son livre, The Making of the English Working Class (1963), a connu un grand succès, notamment grâce à l'association de l'histoire et de l'anthropologie. Ses idées ont influencé un grand nombre d'auteurs par la suite, parmi lesquels nous pouvons citer Howard Zinn.

### Les années 1970 et 1980
Le regain d’intérêt pour l’histoire populaire dans les années 70-80 s’inscrit dans un contexte post-Mai 68. La logique commerciale qui caractérisait l’histoire populaire du XIXe siècle est totalement absente. Cette nouvelle histoire populaire nait de la remise en cause des institutions traditionnelles caractérisant Mai 68, et développe alors un rejet pour l’histoire académique. Elle se veut une histoire développée hors du monde académique, mais tout en conservant les méthodes scientifiques. Les gens doivent s’approprier les méthodes historiques, cela afin de rendre l’histoire aux gens ordinaires et à s’intéresser directement à lui. Cette histoire populaire a pour objectif de s’intéresser aux oubliés de « l’histoire officielle ». Elle le fait au moyen d’entreprises collectives et de revues dédiées, notamment Le Mouvement social. En France, le domaine de l'histoire du travail est au centre de ces études. Cependant, même si ses réflexions et son intérêt pour les sujets sociaux ont influencé le monde académique, l’histoire populaire de cette période a connu un succès limité et est restée assez marginale. L’histoire populaire des années 70-80 est une histoire du peuple, écrite par le peuple.
On peut néanmoins citer Howard Zinn et son ouvrage A people's History of the United States paru en 1980. Celui-ci a particulièrement marqué le courant ; l'auteur se démarque notamment par un rejet du principe de neutralité, fondamental en histoire. Il faut noter qu'à partir des années 70 plusieurs historiens à travers le monde expriment leur mécontentement à propos de l'histoire telle qu'elle existe alors. La volonté de développer l'histoire des masses populaires apparait donc également dans les pays du tiers-monde. Frantz Fanon notamment a eu un grand impact sur ce point.

### Aujourd'hui
La tendance récente de certains ouvrages à utiliser l’appellation "histoire populaire" dans leur titre ne s’inscrit pas totalement dans la même continuité. L’ouvrage d’Howard Zinn A People’s History of the United States paru en 1980 a immédiatement connu un grand succès dans le monde anglophone. Toutefois, sa traduction française n'arrive qu'en 2002 et ce n'est qu'au début des années 2010 que l'on voit apparaître plus régulièrement des traductions d’ouvrages anglophones racontant l’histoire populaire de tel ou tel sujet. Cependant, les cinq dernières années ont vu surgir plusieurs ouvrages francophones originaux, comme ceux écrits par Zancarini-Fournel ou Noiriel, sans qu’ils aient pour autant la même approche que Zinn. L’histoire populaire récente ne peut pas être définie comme un courant homogène comme précédemment. L’utilisation de l’appellation histoire populaire se fait à l’appréciation de l’auteur. D’ailleurs, ce dernier fait désormais souvent partie du milieu académique, à l’image de Zancarini-Fournel ou de Noiriel. Il n’y a plus de volonté de s’opposer au milieu académique ou de s’adresser uniquement au peuple. Néanmoins, ces ouvrages récents ont pour point commun de s’intéresser à une histoire plus sociale, en mettant l'accent sur l’histoire des dominés. Dans certains cas, l’histoire populaire dans l’historiographie récente fait plus office de label utilisé pour surfer sur la réussite commerciale d’autres ouvrages qu’elle ne fait référence à une méthode de recherche historique particulière.

## L'historien populaire
Certains historiens populaires sont sans affiliation universitaire tandis que d'autres sont des universitaires, ou d'anciens universitaires, qui (selon un auteur) « sont devenus en quelque sorte abstraits de l'arène académique, devenant des commentateurs culturels ». Beaucoup ont travaillé comme journalistes, peut-être après avoir obtenu un premier diplôme en histoire. Les historiens populaires peuvent devenir des auteurs de renommée nationale ou à succès et peuvent ou non servir les intérêts de points de vue politiques particuliers dans leurs rôles d'« historiens publics ». De nombreux auteurs d'« histoires officielles » et de « biographies autorisées » seraient qualifiés d'historiens populaires servant les intérêts d'institutions particulières ou de personnalités publiques.
Les historiens populaires visent à figurer sur les « listes générales » des éditeurs généralistes, plutôt que sur les presses universitaires qui ont dominé l'édition universitaire ces dernières années. De plus en plus, les historiens populaires se tournent vers la télévision lorsqu'ils le peuvent. Souvent, ils reprennent des séries de documentaires qu'ils adaptent en livre comme pour Secrets d'histoire présentés par Stéphane Bern, un historien populaire français.

## Apports du courant
L'intérêt et les apports de l'histoire populaire sont multiples. Tout d’abord, ce courant historiographique a élargi et complété le champ historique en étudiant le passé des ignorés de « l'histoire officielle ».
Ensuite, l'histoire populaire permet à tout un chacun d'accéder plus facilement aux récits historiques. En effet, il n'est pas nécessaire d'être formé à l'histoire pour apprécier ces récits.
Enfin, certains adeptes de l'histoire populaire considèrent que ce courant historiographique peut être une sorte d'introduction à l'histoire académique en donnant envie aux plus jeunes de se lancer dans la recherche académique.

## Critique
Si la conception "Thompsonienne" a eu quelques critiques de la part des historiens du genre qui lui reprochent « d'avoir occulté l'histoire des femmes dans son approche de la classe», il faut noter que, l’histoire populaire comporte le risque d’en faire une histoire populiste aux penchants marxistes où le peuple, éternel victime des élites, serait privé de son Agency : « le peuple est beau et il est gentil, il souffre, et il lutte». Ce courant historiographique nécessite donc beaucoup de prudence dans son approche, souvent militante, de vouloir « désinvisibiliser » de l’histoire les dominés.

## Représentants du courant

### Universitaires
- Michelle Zancarini-Fournel
- Gérard Noiriel
- Howard Zinn
- Stephen E. Ambrose
- Christopher Hibbert
- Tom Holland
- Lars Ericson Wolke
- Dick Harrison

### Non universitaires
- Franck Ferrand
- David McCullough
- Barbara W. Tuchman
- John Julius Norwich
- Ramachandra Guha
- Maja Hagerman
- Christopher O'Regan

### Ouvrages, articles et contributions
- Bahl Vinay, « What went wrong with "History from Below" », dans Economic and Political Weekly, vol. 38, n° 2, 2003, p. 135-146.
- (en) Sabyasachi Bhattacharya, « History from Below », Social Scientist, vol. 11, no 4,‎ 1983, p. 3-20 (lire en ligne).
- Cerutti Simona, « Who is below ? E.P. Thompson, historien des sociétés modernes : une relecture », dans Annales. Histoire, Sciences Sociales, vol. 70, n° 4, 2015, p. 931-956.
- Chesneaux Jean, « Histoire par en haut et histoire par en bas. Les masses populaires en histoires », dans Du passé, faisons table rase ?, Paris, La Découverte, 1976, p. 138-147 (Petite collection Maspéro).
- Alain Croix, « Vingt millions de Français et Louis XIV », Revue d'histoire moderne & contemporaine, vol. 67-2, no 2,‎ 2020, p. 27-46 (lire en ligne).
- (en) Jerome De Groot, Consuming History: Historians and Heritage in Contemporary Popular Culture, Londres et New York, Routledge, 2009 (ISBN 978-0-415-39945-6).
- Ambre Ivol, « "Faire peuple" aux États-Unis : réflexions sur l'histoire populaire de Howard Zinn », Revue d'histoire moderne & contemporaine, vol. 67-2, no 2,‎ 2020, p. 7-26 (lire en ligne).
- (en) Staughton Lynd, « Oral History from below », the Oral History Review, vol. 21, no 1,‎ 1993, p.1-8 (lire en ligne).
- Gérard Noiriel, « Le "populaire" comme relation de pouvoir », Revue d'histoire moderne & contemporaine, vol. 67-2, no 2,‎ 2020, p.63-77 (lire en ligne)
- (en) Elizabeth Norton, « Writing Popular History: Comfortable, Unchallenging Nostalgia-Fodder? », sur History Matters, 28 août 2013 (consulté le 27 décembre 2020).
- Émilien Ruiz, « L'histoire populaire : label éditorial ou nouvelle forme d’écriture du social ? », Le Mouvement social - « Écrire autrement ? L'histoire sociale en quête de publics », octobre 2019 - mars 2020, nos 269-270,‎ 2020, p.185-230 (lire en ligne).
- Michelle Zancarani-Fournel, « Ecrire une histoire populaire de la France », Revue d'histoire moderne & contemporaine, vol. 67-2, no 2,‎ 2020, p.47-62 (lire en ligne).

### Exemples d'ouvrages illustrant le courant
- Ambrose Stephen, Crazy Horse and Custer: The Parallel Lives of Two American Warriors, New York, Doubleday, 1975.  (ISBN 0-385-09666-6)
- Correia Mickaël, Une histoire populaire du football, Paris, La Découverte, 2018.
- McCullough David, Truman, New York e.a., Simon and Schuster, 2003.
- Noiriel Gérard, Une histoire populaire de la France, Marseille, Agone, coll. « Mémoires sociales », 2018,  (ISBN 978-2-7489-0301-0).
- Tuchman Barbara, The First Salute: A View of the American Revolution. New York, Knopf/Random House, 1988.  (ISBN 0394553330)
- Zancarini-Fournel Michelle, Le moment 68 : une histoire contestée, Paris, Le Seuil, 2008.  (ISBN 9782020898911)
- Zinn Howard, A People’s History of the United States, 1492-present, New York, Harper and Collins, 1980.